# Armoiries de l'Australie-Méridionale
Les Armoiries de l'Australie-Méridionale sont le symbole officiel de Australie-Méridionale. Elles ont été octroyées par sa majesté Élisabeth II en tant que Reine d'Australie le 19 avril 1984. Elles ont remplacé celles de 1936.
Le blason montre une Pie australienne sur un disque d'or (qui représente le soleil) sur un fond bleu. La Pie australienne est l'oiseau officiel de l'État d'Australie-Méridionale et apparaît également dans le sceau de l'État. La crète est un Swainsona formosa, l'emblème floral de l'Australie-Méridionale. Le tout repose sur une terre avec des symboles agricoles et industriels ainsi que la devise  « South Australia » (Australie-Méridionale).